# Zsíros Csaba
Zsíros Csaba  (1974. június 12. –) magyar testépítő bajnok, melegpornó-színész és aktmodell. Valódi neve: Szabó Attila. Pornós pályafutása során Avery Sebes, Marko Pacyna és Attila (Jozsef) Szabo néven is filmezett. Sportolói és pornószínészi munkája mellett fitneszedző is.

## Karrier
Zsíros Csaba Erdélyben született és nevelkedett. 18 éves korában szerezte első homoszexuális tapasztalatát. Komolyan foglalkozott a testépítéssel, 2000-ben az MLO Olimpia bajnoka volt. Melegpornós karrierje 1996-ban indult. A műfaj világszerte elismert és sikeres rendezője, Kristen Bjorn fényképek alapján választotta ki egyik filmjéhez. Bjornnek két kérése volt. Az egyik, hogy Zsíros Csaba vágassa le a haját. A másik, hogy adjon le a súlyából, de nem azért, mert kövér, hanem mert túl izmos. Az első videójában egy bivalyerős fiút játszik. Könnyedén letépi magáról a láncokat, utána a megrettent álarcos egybegyűltek előtt nyílt színi szexet folytat két másik sráccal. A Man Watcherben ugyancsak bemutatta testi erejét. Ebben a filmben látható egyetlen olyan alakítása, amikor a szexuális aktusban ő a passzív fél. Az élményt ugyan kellemetlennek találta, de nyilatkozata szerint hajlandó lenne megismételni. Harmadik Bjorn-filmje a Wet Dreams: Part 2. Utána más cégekkel (pl. a Body Proddal) dolgozott. A Bjorn-filmeket az Egyesült Államokban, a többit Franciaországban forgatták.  Számos fotósorozat készült és jelent meg róla.

## Videók, DVD-k
- 2002 Garçons à tout faire (Avery Sebes)
- 2001 Red Hot (Marko Pacyna)
- 2000 Under Arrest (Attila Szabo)
- 2000 The Conquest (Marko Pacyna)
- 2000 Maneuvers (Attila Jozsef Szabo)
- 2000 Souvenirs X (Attila Szabo)
- 1999 Wet Dreams: Part 2 (Csaba Zsíros)
- 1998 ManWatcher (Csaba Zsíros)
- 1996 Gangsters at Large (Csaba Zsíros)